# RDP Antena 1
RDP Antena 1 – pierwszy program portugalskiego radia publicznego Radiodifusão de Portugal (RDP) gdzie jest częścią RTP. RDP Antena 1 opiera się na treściach ogólnych i programach autorskich, ze szczególnym naciskiem na informacje, sport i muzykę. Jako stacja publiczna mocno angażuje się w muzykę portugalską, zarówno na playliście, jak iw bardziej szczegółowych programach autorskich. W części muzycznej można ją uznać za stację radiową AC/Hot AC. Jest nadawcą osobnych kanałów lokalnych dla mieszkańców Wysp Azorskich oraz Madery. Nadaje także programy o tematyce naukowej, rozrywkowej i religijnej.

## Historia

### Początki
W latach 20–30, w związku z rozprzestrzenianiem się nadawców na całym świecie, przemysł radiowy stawiał czoła nowym wyzwaniom technologicznym, handlowym i politycznym. W kontekście europejskim polityka nadawania była z reguły restrykcyjna: w 1925 r. Niemieccy nadawcy zawsze mieli większościowy udział państwa, co wymagało uiszczenia opłat za nadawanie; W latach trzydziestych radio przeszło pod pełną kontrolę nazistowskiego reżimu. W Anglii z konsorcjum firm radiowych BBC utworzono w 1922 r. W celu promowania zakupu sprzętu, ale w 1927 r. Przeszedł pod kontrolę państwa. We Francji interesy publiczne i prywatne współistniały z niestabilnymi i źle zdefiniowanymi przepisami. We wszystkich tych krajach, a zwłaszcza w USA, przemysł radiowy specjalizuje się, starając się dostosować sprzęt do rosnących wymagań odbiorców. W Portugalii utworzenie Krajowego Nadawcy zbiegło się z potwierdzeniem Estado Novo, w dużej mierze określającym jego strukturę operacyjną i rodzaj programowania. W 1932 r. AGCT ogłosił przetarg na dostawę nadawcy fal średnich o mocy 20 kW, przyznany Międzynarodowej Standardowej Firmie Elektrycznej z siedzibą w Barcarena. W tym czasie planowano już zakup przekaźnika dla Porto i nadajnika krótkofalowego, który (...) przyniesie portugalskie słowo do wszystkich Portugalczyków w całym naszym ogromnym Imperium, Brazylii i Ameryce Północnej.
Posiada sieć nadajników FM i AM, obejmującą prawie 100% terytorium Portugalii. Dzięki organizacji usług radiowych i studiów krajowych nadawcy w czerwcu 1933 r. Wzmocniono interes publiczny nadawania i monopol państwowy, nie wykluczając działalności nadawców prywatnych, ale nakładając na wszystkich właścicieli obowiązek uiszczenia opłaty. nadajników lub odbiorników elektrycznych. Trzy studia nagrań i siedziba emitenta zostały zainstalowane w R. do Quelhas. Rozpoczęto nagrywanie koncertów orkiestry symfonicznej, grup muzycznych i wykładów. W kwietniu 1934 r. Rozpoczęły się eksperymentalne transmisje, aw czerwcu powołano National Broadcast Symphony Orchestra pod dyrekcją Maestro Pedro de Freitasa Branco. Eksperymentalne transmisje obejmowały relację z przemówienia wyborczego Salazara, które było transmitowane na żywo w różnych częściach kraju w grudniu 1934 r. 1 sierpnia 1935 r. Oficjalnie zainaugurowano Portugalską Stację Radiofonii i Telewizji wraz z pierwszym prezydentem Henrique Galvão. Okres eksperymentalny upłynął pod znakiem programu, który starał się odróżnić od „lekkich programów” prywatnych radiotelefonów, opartych głównie na transmisji muzyki klasycznej i przekazach mówionych, między przekazami dydaktycznymi a propagandą, które często nadawały temu tytułowi „pogromca narodowego”. Próbując uniknąć niektórych głównych zarzutów, Galvão przeformułował program, aby był bardziej dostępny i atrakcyjny dla społeczeństwa, przy jednoczesnym utrzymaniu orientacji pedagogicznej i kulturowej. W tych wczesnych latach EN śledziła międzynarodowy rozwój technologiczny, a nawet znajduje się w czołówce europejskich odpowiedników, na przykład w zakresie rejestrowania emisji, wprowadzonego w 1936 r. Techniczna centralna, automatyczna instalacja, która towarzyszyła służbie kontrolnej programy fal średnich i krótkofalowych były również pionierami w Europie. Pierwsza ustawa organiczna nadawcy krajowego, opublikowana we wrześniu 1940 r., Uniezależniła ją od AGCT, przewidując organizację usług, wdrożenie krajowego planu nadawania oraz utworzenie regionalnych nadawców w Porto, Coimbrze i Faro. W lutym następnego roku kierunek EN przejął António Ferro, który w końcu realizował plan włączenia nadawania publicznego w ogólną strategię reklamową. W 1944 r. EN zostało umieszczone w Sekretariacie Krajowego Sekretariatu Informacji, Kultury Popularnej i Turystyki Portugalii. BBC nadaje w języku portugalskim podczas II wojny światowej. GMD / RTP.Chociaż wewnętrzny poziom propagandowy jest dobrze znany z roli mediów, a zwłaszcza EN, w tłumaczeniu politycznego przesłania Estado Novo, ale także międzynarodowych kontekstów konfliktu, zwłaszcza hiszpańskiej wojny domowej i II wojny światowej, odzwierciedlają historię nadawcy w tym okresie, a przez to historię kraju. W kontekście wojny między aliancką i niemiecką propagandą, z uprzywilejowaną sceną w Portugalii, cenzura nasiliła się, co we wszystkich mediach i przez cały okres Estado Novo rozszerzył się na tym etapie na zakaz emisji amatorskich. Poszerzenie zdolności przesyłowych EN w wyniku wymagań nadawców kolonialnych i społeczności portugalskich, wraz z położeniem geograficznym kraju i terytoriów kolonialnych, nadało mu szczególną rolę w budowaniu zglobalizowanego świata. Co ważna, pierwszymi spikerami radia portugalskiego byli m.in. Áurea Rodrigues, Maria de Resende e Fernando Pessa.

### Demokratyzacja Radia
Po II wojnie światowej nastąpiły głębokie zmiany w rozwoju gospodarczym i współpracy międzynarodowej, z bardzo widocznymi skutkami politycznymi, społecznymi i kulturowymi. Rozwój badań naukowych w związku z technologią i przemysłem był gwałtowny, w połączeniu z bezprecedensowym wzrostem gospodarczym, który również ukształtował i promował sektor komunikacji. Ustanawiając epokę elektroniki, tranzystor, opracowany w laboratoriach Bell Company, umożliwił miniaturyzację odbiorników radiowych, a także znacznie zmienił ich koszt, co przełożyło się na prawdziwą demokratyzację radia. W kontekście portugalskim epoka powojenna naznaczona była oczekiwaniem odnowy politycznej – wkrótce upadła – wraz z pojawieniem się nowych sił opozycyjnych na poziomie politycznym i społecznym, ale także wymogami planowania gospodarczego i współpracy międzynarodowej. W krótkim okresie największym wyzwaniem dla ciągłości Estado Novo było pojawienie się ruchów wyzwoleńczych w Afryce i wybuch wojny kolonialnej w 1961 r. W historii Radia Portugalskiego i wraz z rozwojem technologicznym związanym z radiem lata 50. i 60. XX wieku były oznaczone wzmocnieniem zasięgu krajowego poprzez instalację nowych regionalnych nadawców i kontynentu amerykańskiego, gdzie znaczna część Wspólnoty portugalskie. W latach 1952–1956 badano również możliwości wprowadzenia częstotliwości modulowanej (FM), która zaczęła działać w 1956 r. Wraz ze strategią zasięgu narodowego rosnące napięcie w ramach kolonialnych doprowadziło do wzrostu emisji na terytoria zamorskie, szczególnie po inwazji wojsk Goa, Daman i Diu przez wojska Unii Indyjskiej. A zatem Instalacja „Overseas Broadcasting Center” została przyspieszona i zainaugurowana w Pegões w 1954 r. Do tego nadawcy dodano kolejną falę krótkofalową w 1957 r. I cztery kolejne w 1966 r. Wśród strategii zwiększania skuteczności programowania Najważniejsze były transmisje w języku angielskim mające na celu obronę pozycji kolonialnej reżimu. Rozszerzony zasięg wzmocnił również centralną pozycję EN na świecie, obejmując obszar, który dotarł do kontynentów amerykańskich, azjatyckich i afrykańskich. Chociaż inauguracja Telewizji Portugalskiej w 1957 r. Kolidowała z rolą, która wcześniej była oferowana wyłącznie dla radia, zdolność nadawcy krajowego do mobilizowania zasobów technicznych i ludzkich pozostała ważna w relacjach z wydarzeń i rejestrowaniu wydarzeń. odbiorców, będąc bardziej ekonomicznie dostępnymi dla ogółu społeczeństwa.

### Rewolucja
25 kwietnia 1974 r. Nastąpiło głębokie zerwanie w społeczeństwie portugalskim, natychmiast odzwierciedlając życie emitenta krajowego. Na początku rewolucji EN został zajęty przez Ruch Sił Zbrojnych, ale nie został użyty do transmisji pierwszych sygnałów muzycznych potwierdzających postęp operacji, których transmisja pochodziła z Radia Alfabet, ani pierwszej oficjalnej wypowiedzi MSZ, którą przeczytał Joaquim Furtado z CPR, tymczasem zajęty. Zastosowanie stacji alternatywnej do EN pozwoliło uniknąć możliwych nieporozumień dotyczących politycznej natury rewolucji. W ciągu 25 lat od Emisa odczytano dwie nowe informacje prasowe MSZ. Kolejne miesiące zmieniły na zawsze radio publiczne, które w grudniu 1975 r. Zostało ogłoszone nacjonalizacją mediów, przekształcając się w portugalską radiofonii i telewizji – spółkę publiczną – RDP grupę, która zgromadziła EN, RCP, stowarzyszonych nadawców z Lizbony, J. Ferreira i Cª. Lda, portugalskie towarzystwo radiofonii i telewizji, radio alfabetyczne i reklama, a także stacje nadawcze i przekaźnikowe portugalskiego klubu radiofonii, radia Graça, radia Peninsular i radia Voice of Lisbon. W procesie tym znalazły się Radio Altitude, Radio North Pole i Radio Renaissance. Zniesiono również pobieranie opłat za nadawanie. W okresie rewolucyjnym losy publicznego radia były zabezpieczane między komisją wojskową a komisją cywilną, której członkowie pochodzili głównie z gazety „La Republica”. W kwietniu 1976 r. Statut publicznego radia utworzył Zgromadzenie Radiofonii i Telewizji oraz Radę Informacyjną, która jednak nigdy nie weszła w życie. Następne lata upłynęły pod znakiem trudności finansowych, które doprowadziły do ogólnej reorganizacji. Od 1977 r. Liberalizacja pasma częstotliwości modulowanej (FM) stymulowała ruch wolnych radiostacji, wraz z pojawieniem się ponad 500 małych stacji, z których wiele jest lokalnych, w całym kraju: „radio pirackie”. Wśród nich było TSF Radio Jornal, później licencjonowane. Pod koniec lat siedemdziesiątych radio dotarło do ponad 80 procent populacji Portugalii, przy czym największy odsetek odbiorców stanowią RCP, Rádio Renascença i RDP Antena 1. W tym czasie wśród kanałów wyprodukowanych przez RDP był Rádio Comercial, utworzony w 1979 r., Z programem skierowanym bardziej do młodych ludzi.

### Redakcyjna Cyfryzacja
W latach osiemdziesiątych RDP potwierdził swoją rolę służby publicznej w demokracji, broniąc pluralizmu, obywatelskiej i uniwersalistycznej misji radia, a także powołania państwa do obrony języka i kultury portugalskiej. Emisje międzynarodowe obejmowały już Europę, Afrykę, Amerykę Południową (Brazylia i Wenezuelę), Amerykę Północną, a także emisje na Bliski Wschód / Indie i Daleki Wschód. Również w tych latach rosnąca liczba pirackich radiostacji wywołała debatę na temat roli państwa w regulacji przestrzeni radiowej, wraz z procesem legalizacji, który od 1987 r. Zamknął bezpłatne radiotelefony i rozpoczął ich licencjonowanie. W RDP nowym wyzwaniem było stworzenie regionalnych stacji w całym kraju, oprócz emisji krajowych. Z kolei lata dziewięćdziesiąte naznaczone były postępującą liberalizacją przestrzeni radiowej, która została narzucona przestrzeni europejskiej w taki sam sposób, jak inne media. Pojawienie się platform cyfrowych jako uprzywilejowanych mediów zmieniło i zróżnicowało logikę i kanały programowania, kształtując coraz bardziej obecne dziedzictwo tylko w świecie cyfrowym. Możliwość dostosowania radia publicznego, od lat dwudziestych do współczesności, pozwoliła nam znaleźć nowe sposoby przystosowania się do służby publicznej i zbliżenia się do zainteresowań odbiorców, specjalizujących się w tworzeniu własnych przestrzeni, czasem prawie zindywidualizowanych, zachowując z jednej strony podstawowe powołanie, język i kulturę portugalską, az drugiej stymulując kulturę własnych uczuć, które zbliżają się do odbiorców (coraz szerszych i różnorodniejszych) i radia od ponad ośmiu dekad.
W latach 1998–2011 RDP Antena 1 wraz z RDP Antena 2 i RDP Antena 3, nadawane w cyfrowym systemie radiowym DAB, zakończyły działalność z przyczyn technicznych 1 czerwca 2012 r. 4 sierpnia 2015 r. RDP Antena 1 świętowała 80. rocznicę powstania publicznej stacji nadawczej. Z tej okazji wyemitowano specjalny program poświęcony historii, teraźniejszości i przyszłości radia w Portugalii. A także uruchomiono specjalną stronę internetową poświęconą Historii Radia w Portugalii.

## Audycje RDP Antena 1

### Informacje
- Portugal em Direto
- Noticiário Nacional

### Muzyka i Rozrywka
- Portugalex
- Alma Lusa
- Cinco Minutos de Jazz

### Kultura
- Cinemax
- O Amor é...

### Sport
- Jornal de Desporto
- Tarde Desportiva

### Religia
- A Fé dos Homens
- Eucaristia Domenical

### Nauka
- 90 Segundos de Ciencia

Wszystkie aktualne i archiwalne audycje i cała ramówka są dostępne na stronie RDP Antena 1